# Batterbee Mountains
Batterbee Mountains är ett berg i Antarktis. Det ligger i Västantarktis. Argentina, Chile och Storbritannien gör anspråk på området. Toppen på Batterbee Mountains är 2 200 meter över havet.
Terrängen runt Batterbee Mountains är kuperad åt nordväst, men åt sydost är den platt. Batterbee Mountains är den högsta punkten i trakten. Trakten är obefolkad. Det finns inga samhällen i närheten.